# Грня, Эрик
Эрик Грня (чеш. Erik Hrňa; 25 июня 1988, Всетин, Чехословакия) — чешский хоккеист, нападающий. Трёхкратный чемпион Чехии, лучший снайпер чемпионата Чехии 2015 года. Играет в команде чешской Экстралиги «Оцеларжи Тршинец».

## Карьера
Эрик Грня является воспитанником клуба «Всетин». В Экстралиге дебютировал в сезоне 2006/07. С сезона 2010/11 играет за «Оцеларжи Тршинец». Трижды (в 2011, 2019 и 2021 годах) становился чемпионом Чехии. В 2015 году стал лучшим снайпером Экстралиги, забросив 26 шайб в 45 матчах. За сборную Чехии провёл 2 игры, забросил 1 шайбу.

## Достижения

### Командные
Чемпион Экстралиги 2011, 2019 и 2021
 Серебряный призёр Экстралиги 2015 и 2018
 Бронзовый призёр Экстралиги 2016

### Личные
- Лучший снайпер Экстралиги 2015 (26 шайб)

## Статистика
Обновлено на конец сезона 2020/2021
- Чешская экстралига — 614 игр, 280 очков (126+154)
- Чешская первая лига — 55 игр, 33 очка (14+19)
- Чешская вторая лига — 70 игр, 64 очка (39+25)
- Лига чемпионов — 26 игр, 14 очков (9+5)
- Высшая российская лига — 8 игр, 2 очка (0+2)
- Кубок Шпенглера — 8 игр
- Сборная Чехии — 2 игры, 2 очка (1+1)
- Всего за карьеру — 793 игры, 395 очков (189+206)